# 多祁御奈刀弥神社
多祁御奈刀弥神社（たけみなとみじんじゃ）は、徳島県名西郡石井町浦庄字諏訪に鎮座する神社である。式内社。諏訪大社の元社。

## 歴史
創建年は不詳。現在の社殿は1720年（享保5年）に建築された。
徳島藩主である蜂須賀家からの尊崇が高く、御例祭の際には参拝・代参していた。1627年（寛永4年）には蜂須賀光隆が祈願し奇瑞を著した。また、蜂須賀氏が参拝の際は、鮎喰川の出水に遮られることがあるため、徳島城から近い諏訪神社に分霊したとも伝わる。
同神社の社伝記によると、「光仁帝の宝亀十未年（779年）、信濃国諏訪郡南方刀美神社（現在の長野県諏訪大社）は、阿波国名方郡諏訪大明神を移遷し奉る」（『浦庄村史』）とある。つまり、国譲り交渉で、武御雷神と争った建御名方神の本源地は、阿波国の名方郡諏訪村（旧高足（タカシ）郷）で、長野県の南方刀美神社（諏訪大社）は、記紀の成立後に、阿波から移遷勧請されたことが、神社の記録に遺っていた。

## 祭神
- 建御名方命
- 八坂刀売命

## 境内社
- 地神社

## 交通
- JR徳島線下浦駅より徒歩で約25分。同線牛島駅より徒歩約20分。